# Відслонення девону № 1 у селі Вістря
Відсло́нення дево́ну № 1 у селі́ Ві́стря — геологічна пам'ятка природи місцевого значення в Україні. Розташована за 50 м вище за течією від села Вістря Монастириського району Тернопільської області, на лівому березі річки Дністер.
Площа 0,15 га. Оголошене об'єктом природно-заповідного фонду рішенням виконкому Тернопільської обласної ради від 26 грудня 1983 року № 496. Перебуває у віданні Вістрянської сільської ради.
Під охороною — відслонення терогенних порід, що не містять палеонтологічних решток, і умовно віднесені до середнього девону. У верхній частині відслонення знайдені рештки викопних рослин: псилофітів (характерних для середнього девону), плауноподібних, членистостеблих, папоротеподібних і рослин не визначеного походження.
Відслонення має важливе значення для встановлення історії розвитку рослинного світу.